# Mount Albright
Mount Albright är ett berg i Antarktis. Det ligger i Geologists Range i Östantarktis. Australien gör anspråk på området. Toppen på Mount Albright är 2 015 meter över havet.
Terrängen runt Mount Albright är platt åt sydost, men åt nordväst är den kuperad. Terrängen runt Mount Albright sluttar österut. Trakten är obefolkad. Det finns inga samhällen i närheten.